# Фабрика-кухня
Фабрика-кухня (Central Production Kitchen) — інноваційна централізована технологічна модель організації харчування, затверджена урядом України в рамках реформи шкільного харчування у 2023 році. Це окреме підприємство громадського харчування, комунальної або приватної форми власності, яке розташоване поза межами освітнього закладу і спеціалізується на приготуванні та шоковому охолодженні готових страв (технологія cook-and-chill) для доставки до шкіл, садків або інших закладів освітньо-оздоровчого спрямування.

#### Історія
Концепція фабрик-кухонь виникла в контексті марксистсько-ленінської ідеології, яка прагнула до перетворення побуту та подолання традиційної ролі жінки як домогосподарки. У Радянському Союзі кухню вважали символом «кухонного рабства», від якого жінку слід звільнити, аби вона могла брати повноцінну участь у суспільному виробництві.
Перші фабрики-кухні з’явилися в другій половині 1920-х років у великих промислових центрах — Москві, Ленінграді, Харкові, Києві. Вони стали частиною масштабної програми перебудови побуту. Держава активно інвестувала в будівництво таких закладів, бачачи в них інструмент «створення нової людини».

#### Соціальна роль
Фабрики-кухні мали на меті:
- звільнення жінки від домашнього приготування їжі;
- забезпечення робітників доступним, збалансованим харчуванням;
- впровадження нової моделі колективного побуту;
- дисциплінування працівників через регламентований режим харчування.

#### Спадщина
Хоч фабрики-кухні як соціальний інститут зникли, їх ідеї збереглися у вигляді масових харчових комбінатів, кейтерингу, шкільного харчування. Багато архітектурних споруд збереглися донині й становлять інтерес як приклади модерністської архітектури.

## Класифікація

### За місцем споживання
- Стаціонарне обслуговування (ресторани, їдальні, кафе)
- Виїзне обслуговування (кейтеринг)
- Централізоване приготування з доставкою (фабрика-кухня)

### За типом споживача
- Комерційне (для широкого загалу)
- Спеціалізоване (для шкіл, лікарень, армії)